# Lanze (Liturgie)

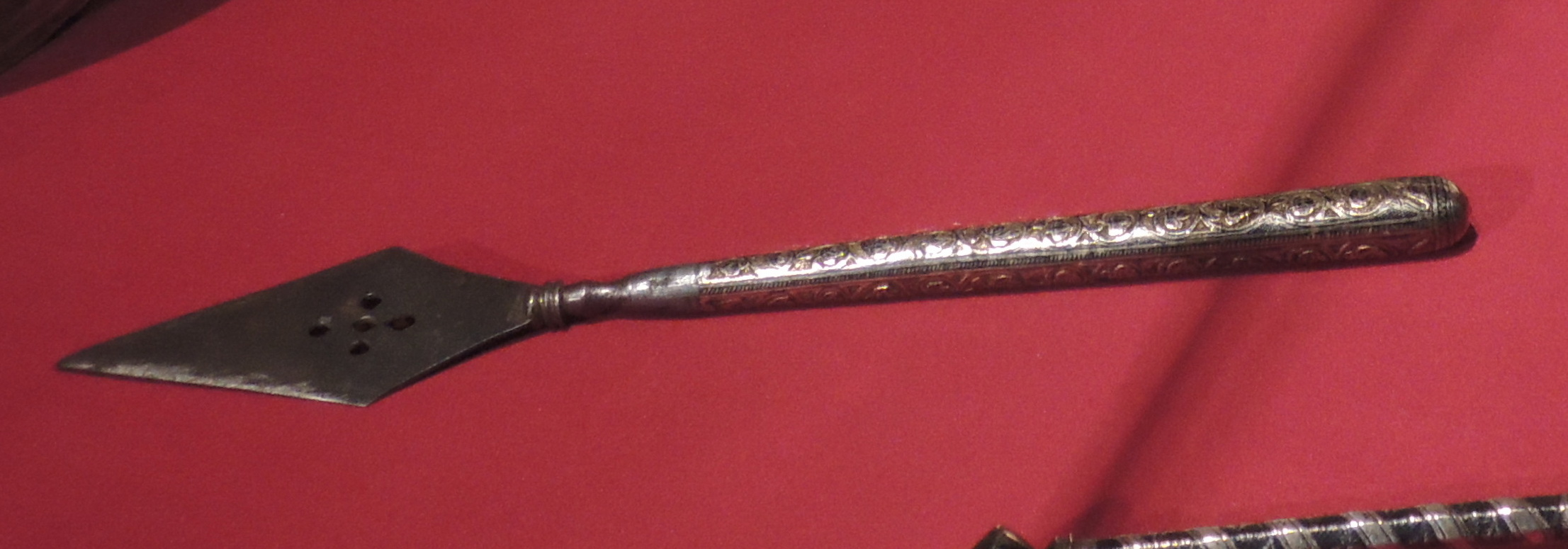
Liturgische Lanze (17. Jahrhundert, Museum des Kreml)

Die Lanze (λόγχη lónchē) ist ein liturgisches Gerät, das für die orthodoxe Eucharistiefeier (Göttliche Liturgie) im byzantinischen Ritus bei der Proskomidie verwendet wird. In den orientalisch-orthodoxen Riten wird dieses kleine lanzenförmige Messer nicht gebraucht.

## Geschichtliche Entwicklung
Bei der spätantiken Eucharistiefeier brach der Priester das von Gemeindegliedern mitgebrachte Brot. Dabei handelte es sich um alltagsübliches, gesäuertes Weizenbrot in Form von Kranz- und Zopfbroten oder Rundbroten mit Kreuzkerbe. Im Byzantinischen Reich blieb das gesäuerte Brot weiterhin in Gebrauch, während es in der lateinischen Westkirche im Frühmittelalter durch Hostien ersetzt wurde. Aber das rituelle Teilen des Brots wurden von den byzantinischen Klerikern nun nicht mehr als Brechen, sondern als Schneiden vollzogen. Im 7. Jahrhundert wurden allegorisch-mystische Erklärungen der liturgischen Handlungen verfasst. Sie deuteten das Schneiden des Brots mit der Tat eines römischen Legionärs, der nach Joh 19,34  seine Lanze in die Seite des gekreuzigten Jesus Christus stieß. Diese allegorische Deutung wirkte auf die Form des in der Liturgie verwendeten Messers ein und gab ihm den Namen.

## Verwendung in der Liturgie

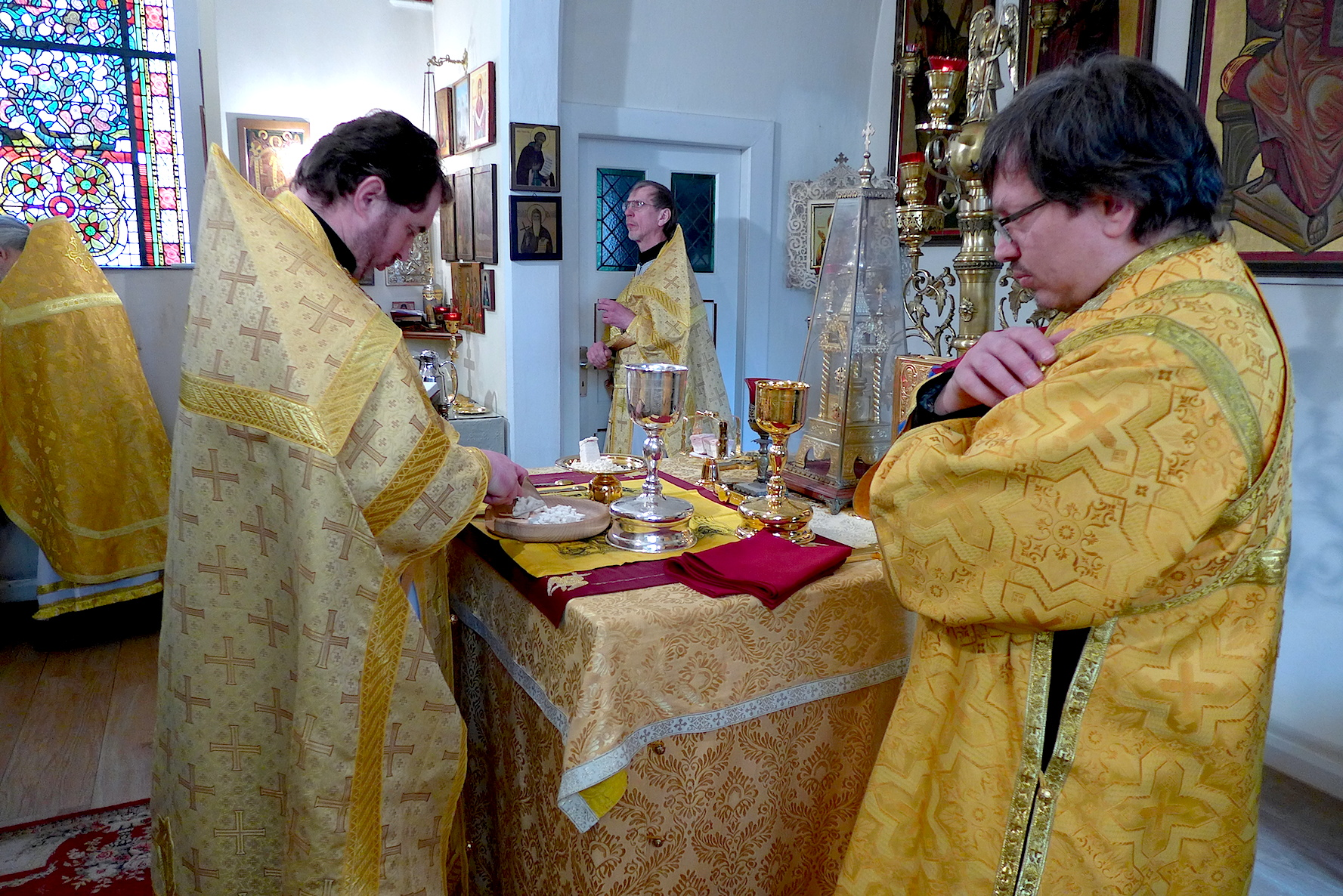
Gebrauch der Lanze bei der Proskomidie (Russisch-orthodoxe Maria-Obhut-Kirche, Düsseldorf)

Bei der Gabenbereitung (Proskomidie) nimmt der Priester das eucharistische Brot (die Prosphora) in die linke und die Lanze in die rechte Hand; er bezeichnet das „Siegel“ auf der Oberseite des Brotes dreimal mit dem Kreuz und schneidet mit der Lanze das durch das Siegel markierte quadratische Mittelstück heraus, wobei er Jes 56,6–7  rezitiert. Dieses kubusförmige Mittelstück des Brotes wird nun symbolisch als Lamm bezeichnet. „Die Schlachtung des Lammes symbolisierend legt der Priester das Lamm mit dem Siegel nach unten auf den Diskos.“ Die folgenden Handlungen symbolisieren das Kreuzesopfer Christi: Der Priester schneidet das Lamm mit der Lanze kreuzförmig bis hinunter zur Brotkruste und spricht Joh 1,29 . Er wendet das Lamm um, so dass die Brotoberseite mit dem Siegel wieder oben ist, und stößt die Lanze in die rechte Seite, wobei er Joh 19,34–35  rezitiert. Dabei gießt der Diakon Wein und Wasser in den Kelch.
Anschließend schneidet der Priester mit der Lanze Stückchen aus weiteren eucharistischen Broten. Sie symbolisieren die Gottesgebärerin Maria, die Heiligen, die Lebenden und die Entschlafenen und werden auf dem Diskos um das Lamm herum angeordnet. Zuletzt schneidet der Priester ein Brotstückchen heraus, das ihn selbst symbolisiert, und setzt es unter die Lebenden. Mit einem Schwamm schiebt er die Brotteilchen so zusammen, dass keines herabfällt, und nachdem der Diskos mit dem eucharistischen Brot darauf inzensiert wurde, setzt er einen sternförmigen Bügel (Asteriskos) darüber, welcher den Stern von Bethlehem symbolisiert (Mt 2,9 ).

## Theologische Interpretationen
Die Kombination von Motiven, die auf die Kreuzigung verweisen, mit dem weihnachtlichen Motiv des Sterns von Bethlehem (Asteriskos) stellte die Interpreten der Proskomidie vor besondere Schwierigkeiten.
Nikolaos Kabasilas stellte im späten 14. Jahrhundert den Grundsatz auf, dass jede Handlung in der Liturgie einen bestimmten Zweck habe. Dieser Zweck kann aber rein symbolisch und nicht praktisch sein. Als Beispiele hierfür nannte er die Form der liturgischen Lanze und das Herausschneiden des Lammes aus dem eucharistischen Brot. Für Kabasilas war die Proskomidie eine Vergegenwärtigung des Lebens Christi im Blick auf seine Schwäche und sein Leiden. So wie der Priester mit der Lanze das Mittelstück aus dem Brot schneidet, wurde Jesus Christus vom Rest der Menschheit ausgesondert, mit der er seiner menschlichen Natur nach verbunden war. Wenn der Priester in das umgewendete Mittelstück das Zeichen des Kreuzes tief einschneidet, entspricht das der Todesart des Erlösers. Dann sticht er mit der Lanze in die rechte Seite, was der Seitenwunde Christi entspricht. Nach dem Johannesevangelium flossen Blut und Wasser aus dieser Seitenwunde, und entsprechend wird Wein und Wasser an dieser Stelle des Rituals in den Kelch gegossen.
Gawriil (Petrow), Metropolit von Nowgorod und St. Petersburg, legte im ausgehenden 18. Jahrhundert eine Liturgieerklärung vor, die vor allem historisch interessiert war. Konsequent verzichtete er bei der Proskomidie auf allegorisch-mystische Erklärungen. Mit Bezug auf eine zu seiner Zeit häufige Form der liturgischen Lanze schrieb er: „Der Priester gedenkt mit der Lanze, die ein Kreuz abbildet, des Leidens Jesu Christi.“ Die Herauslösung des Mittelstücks („Lamm“) aus dem eucharistischen Brot ist nach Gawriil einfach deshalb erforderlich, weil die Ränder des Brotes beim Backen oft beschädigt werden.
Erzbischof Weniamin von Nischni Nowgorod veröffentlichte 1803 einen über das 19. Jahrhundert hin viel rezipierten Liturgiekommentar, der eine Rückwendung zur allegorisch-mystischen Deutung vollzieht. Er griff ältere Liturgieinterpretationen auf, die Geburt und Tod des Erlösers in der Proskomidie gleichzeitig abgebildet sahen. Dies erlaubte es ihm, die Göttliche Liturgie insgesamt entlang des Lebens Jesu zu interpretieren. Denn die Geburt Christi sei der Beginn der Erfüllung prophetischer Verheißungen seines Todes für die Sünden der Welt. Und so löst der Priester mit der Lanze das Lamm aus dem eucharistischen Brot, die Geburt Christi darstellend, und rezitiert dabei Worte des Propheten Jesaja, die sich auf Leiden und Tod des Erlösers beziehen.